# Esta máquina mata fascistas

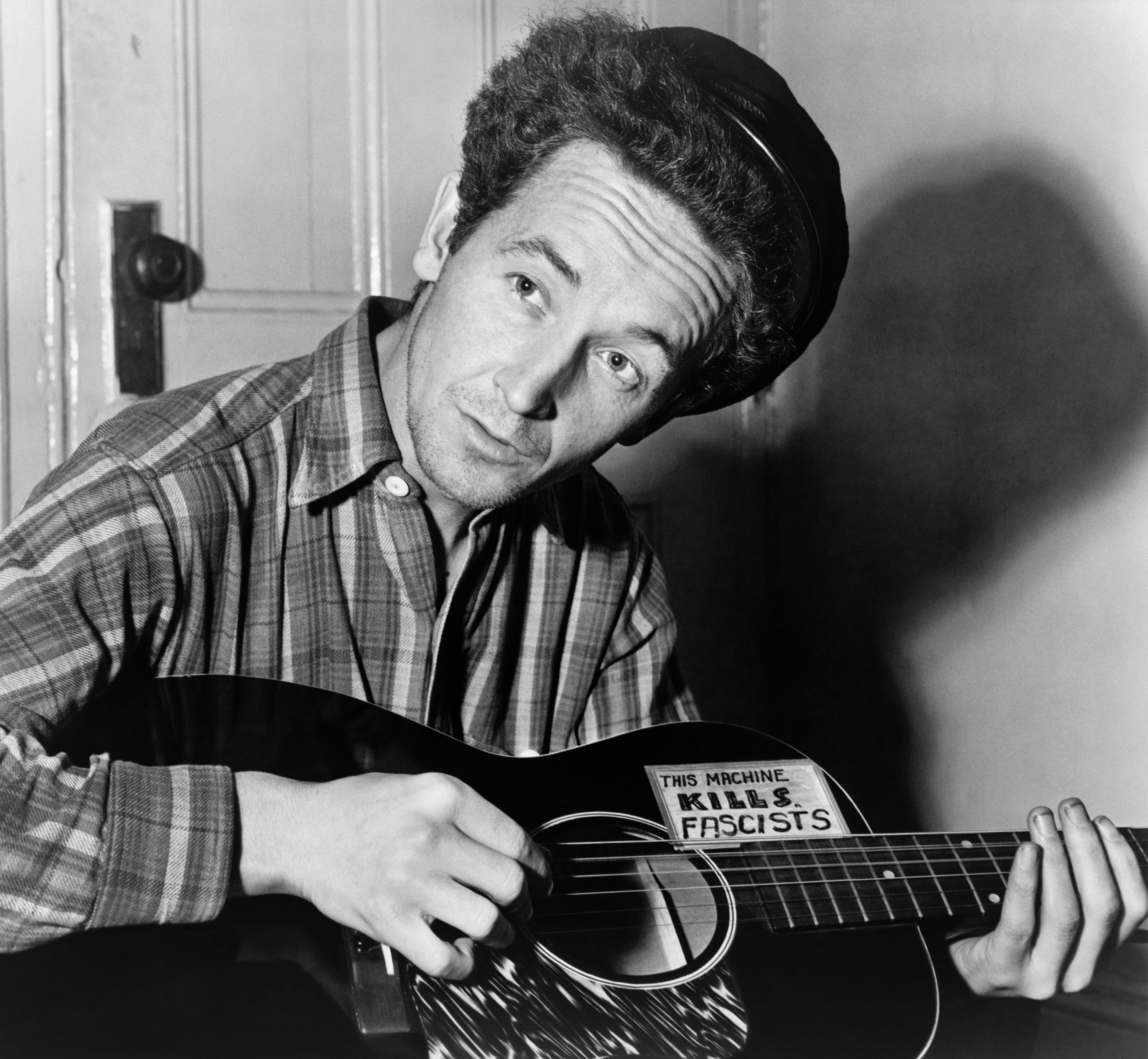
Woody Guthrie en 1943 con su guitarra que tiene la etiqueta "This machine kills fascists".

Esta máquina mata fascistas (en inglés:This machine kills fascists) es un mensaje que Woody Guthrie colocó en su guitarra a comienzos de los años 40, y que inspiró a muchos artistas contemporáneos.

## Concepción
Alrededor de 1943, en plena Segunda Guerra Mundial, Guthrie compuso la canción de guerra Talking Hitler's Head Off Blues, cuya letra fue publicada en el Daily Worker, el periódico editado por el Partido Comunista de los Estados Unidos. Según la biógrafa Anne E. Neimark, "en un acto de patriotismo y fe por el impacto que había tenido la canción,  pintó en su guitarra con la leyenda ESTA MÁQUINA MATA FASCISTAS".

## Oposición al fascismo
La oposición de Guthrie al fascismo, una ideología que describió "como una forma de la explotación económica similar a esclavitud", se materializó en sus denuncias, principalmente contra los líderes de dicho movimiento, a quienes acusó de actuar como "un grupo de gánsteres conjurados para atacar el mundo entero". Estas declaraciones trajeron ciertas reminiscencias a una estrategia de protesta que el mismo había utilizado durante la Gran Depresión, "cuando la desigualdad social, política y económica se había gestado por una pequeña elite rica". En aquellos tiempos, Guthrie romantizó las hazañas de algunos forajidos como Jesse James, Pretty Boy Floyd, Calamity Jane y la Banda de los Dalton, considerándolas actos legítimos de responsabilidad social y definiéndolos como "la expresión definitiva de protesta", transformandándolos así en símbolos de arquetipos partisanos y de la lucha contra quienes fueron responsables del empeoramiento de las condiciones sociales y económicas.
De esta forma, Guthrie calificó a los que se oponen al fascismo no como meros proscritos en un estado fascista, sino como héroes que se aparecen "en tiempos de agitación económica y desintegración social" para combatir "un esfuerzo criminal altamente ilegítimo destinado a explotar a la gente común. Guthrie describió a estos personajes como algo mayor que simplemente "gánsteres tontos", en tanto a través de su lirismo también "exteriorizó el elemento inhumano del fascismo al describir a sus representantes como animales que generalmente tienen muy baja estima y se asocian a una variedad de rasgos negativos del carácter". Por ejemplo, en su canción "Talking Hitler's Head Off Blues" habla de una "Serpiente Nazi". Guthrie expresó que "todo ser humano es anti Hitler" y en su canción "You Better Get Ready" aparece la figura de Satanás declarando que "El viejo infierno ya no es el mismo / Comparado con Hitler, ¡diablos, soy manso!" Guthrie vio la guerra contra el fascismo como la última batalla del bien contra el mal. En una carta a "Railroad Pete", afirmó que "el fascismo y la libertad son los únicos dos bandos que luchan ... [esta es la verdadera guerra] que el mundo ha estado esperando durante veinticinco millones de años ... [que] saldaría las cuentas de una vez por todas".